# Yèbles
Yèbles ist eine französische Gemeinde mit 970 Einwohnern (Stand 1. Januar 2022) im Département Seine-et-Marne in der Region Île-de-France. Der Ort in der Brie ist über die Landstraße D619 zu erreichen.

## Sehenswürdigkeiten
- Kirche Saint-Martin, erbaut ab dem 12. Jahrhundert

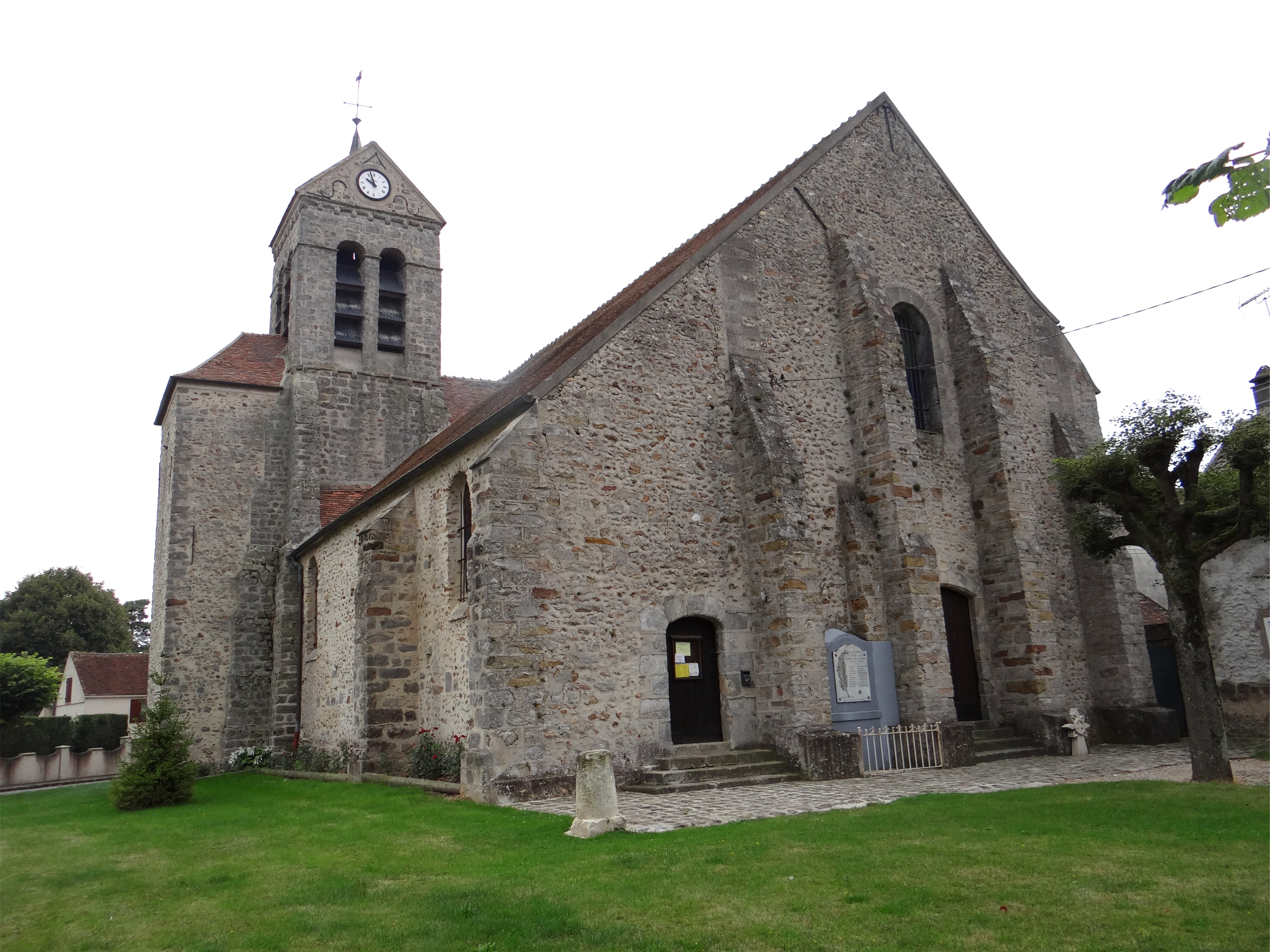
Kirche Saint-Martin